# Historia Grudziądza

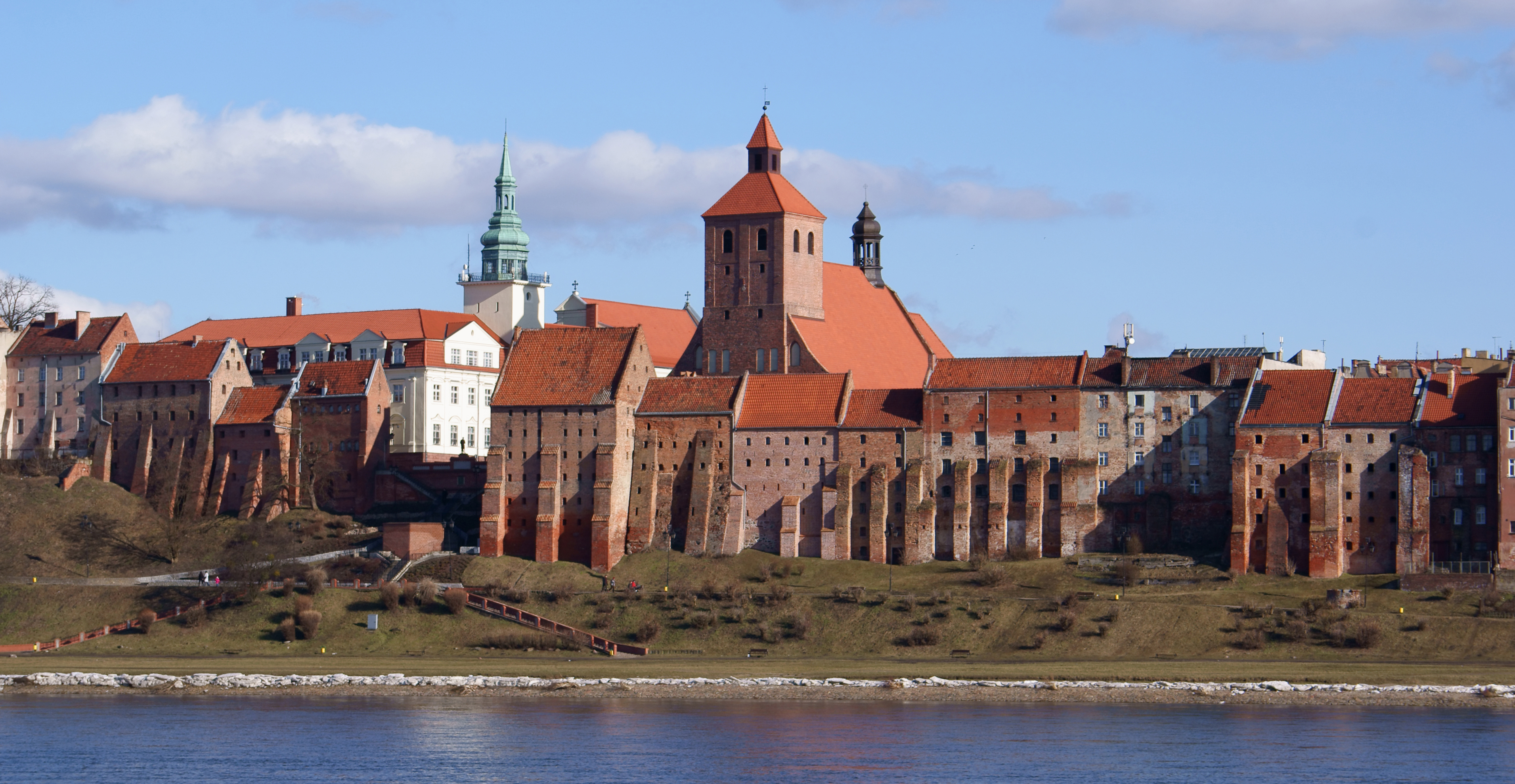
Spichrze w Grudziądzu – symbol miasta

Pierwsze ślady pobytu człowieka w okolicach Grudziądza pochodzą z epoki kamiennej (mezolitu i neolitu). W Grudziądzu – Owczarkach odkryto cmentarzysko z wczesnej fazy kultury łużyckiej (1200 p.n.e.), zawierające liczne ozdoby.

## Średniowiecze
Grudziądz wraz z ziemią chełmińską wchodził w skład państwa Mieszka I. Sąsiedztwo Prusów skutkowało najazdami Prusów i Litwinów.
Między 1217 a 1223 Książę Konrad mazowiecki zapisał Grudziądz wraz z innymi posiadłościami biskupowi misyjnemu Prus Chrystianowi (Colno videlicet, Mirche, Charnese et Bolemino, necnon castra Gruzenz, Wabsk et Copriwen, ac possessiones Velsaz scilicet Kisin et Plot ....[...]). Od 1231 roku Grudziądz pozostawał w panowaniu Zakonu Najświętszej Maryi Panny Domu Niemieckiego w Jerozolimie, którzy ustanowili tu komturstwo i rozpoczęli budowę zamku obronnego.
W latach 1242–1248, 1260–1274 i 1277–1283 Grudziądz i okolice były areną walk Prusów z Krzyżakami:
...Nawałnica pierwszej wojny spadła na ziemię chełmińską trzy razy, w końcu r. 1242, i po dwakroć r. 1243, w samym początku roku i przed nieszczęśliwą dla Krzyżaków bitwą pod Rządzem, między Chełmnem i Grudziądzem. Pomezańczycy nacierali tak silnie, że tylko Radzyń Chełmiński, Chełmno i Toruń się oparły, wszystkie inne warownie zostały zdobyte[...]'
W 1281 roku nastąpił kolejny najazd Prusów. Mimo to do końca XIII wieku Krzyżacy ukończyli budowę obronnego zamku na południowej części Kępy Fortecznej, zwanej Górą Zamkową. 18 czerwca 1291 roku w Lipienku mistrz krajowy Zakonu Meinhard z Kwerfurtu (Querfurtu) wystawił dla Grudziądza akt lokacyjny, regulujący prawnie jego granice i nadający mu prawa chełmińskie.
W latach 1286–1300 wybudowany został w stylu gotyckim kościół farny pw. św. Mikołaja. Parafia św. Mikołaja była jedyną parafią w średniowiecznym Grudziądzu, należały do niej również kościół i szpital św. Jerzego (zniszczony przez wielką powódź 15 września 1618), a także kościół św Ducha, wzmiankowany po raz pierwszy w 1345.
Pod panowaniem krzyżackim wzniesiono spichrze nad Wisłą, ratusz i domy mieszczańskie. Miasto otoczono podwójnym murem z pięcioma bramami. Zakon prowadził w tym czasie intensywną akcję osadniczą, co spowodowało, że ludność głównie z księstw śląskich, jak i z innych krajów niemieckich, napływająca do miasta zdominowała w Grudziądzu mieszkańców pochodzenia polskiego i pruskiego.
Po klęsce Krzyżaków pod Grunwaldem, w której zginął grudziądzki komtur Wilhelm von Helfenstein, wojska króla Jagiełły na przełomie lipca i sierpnia 1410 roku na krótko zajęły Grudziądz.
Po powrocie Grudziądza w ręce Zakonu, Krzyżacy zaczęli zwiększać podatki. Wzrastający ucisk fiskalny doprowadził do ostrego kryzysu gospodarczego, a także do powstania opozycji grupującej miejscowe rycerstwo, mieszczaństwo i duchowieństwo. W czasie zjazdu w Kwidzynie w 1440 roku powstał Związek Pruski, który stanowił reprezentację stanów państwa krzyżackiego. W zjeździe uczestniczyli także reprezentanci Grudziądza. Coraz ostrzejsze konflikty z władzami Zakonu sprawiły, że 4 lutego 1454 roku Związek Pruski wypowiedział posłuszeństwo wielkiemu mistrzowi krzyżackiemu. 8 lutego oddziały związkowców zajęły po krótkim oblężeniu zamek grudziądzki. Związek Pruski, szukając wsparcia, poddał dotychczasowe Prusy Krzyżackie królowi polskiemu Kazimierzowi Jagiellończykowi. Spowodowało to wybuch wojny trzynastoletniej. Toczyła się ona ze zmiennym szczęściem, ale Grudziądz przez cały jej okres pozostał w rękach polskich.

## Panowanie Jagiellonów i I Rzeczpospolita
W pierwszych dniach marca 1455 roku oddziały zakonne podeszły pod Grudziądz i spaliły przedmieścia, ale nie zdecydowały się na atak na miasto. W wyniku drugiego pokoju toruńskiego Grudziądz wraz z całymi Prusami Królewskimi został uznany częścią Korony Polskiej za panowania dynastii Jagiellonów. Grudziądz, jako miasto królewskie, znalazł się w województwie chełmińskim. Komturstwo grudziądzkie zostało przekształcone w starostwo, którego starostami początkowo były osoby dzierżawiące miasto od króla. W XVI wieku miasto w pełni przezwyciężyło kryzys trwający od początku wojen polsko-krzyżackich i stało się ważnym ośrodkiem handlowym. Ranga Grudziądza zwiększyła się w związku z odbywającymi się w nim zjazdami Rady Pruskiej, a od 1526 roku – sejmikami generalnymi Prus Królewskich. W mieście przebywali m.in. Mikołaj Kopernik, Zygmunt August, Stefan Batory.
Już przed 1524 r. do Grudziądza docierały idee reformacji luterańskiej, które stopniowo przyjęła większość mieszkańców. Wprawdzie przyjmuje się, że w 1540 r. powstała szkoła ewangelicka, jednak rada miejska w jednoznaczny sposób opowiedziała się po stronie protestanckiej dopiero w latach 1552–1553. Parafia ewangelicka (luterańska) została zorganizowana w 1563 r., a w 1569 r. Grudziądz otrzymał od króla Zygmunta Augusta przywilej wolności wyznania. Od tego momentu aż do 1598 r. protestanci przejęli wszystkie kościoły w mieście oraz uzyskali kilkukrotnie odnawiany królewski przywilej odprawiania nabożeństw w sali ratusza, stając się dominującym wyznaniem. W późniejszym okresie, w ciągu XVII-XVIII w. dochodziło w mieście do sporów religijnych. Strona katolicka w dobie kontrreformacji sprowadziła do miasta zakony jezuitów i benedyktynek, a w połowie XVIII w. reformatów. W połowie XVII wieku powstało kolegium jezuickie, w którym kształciła się młodzież szlachecka i mieszczańska. Dziewczęta mogły pobierać nauki w przyklasztornej szkole benedyktynek.
Złoty wiek miasta został zahamowany w wyniku wojen polsko-szwedzkich. W latach 1626–1628 pod miastem miała miejsce koncentracja pospolitego ruszenia z udziałem króla Zygmunta III i hetmana Stanisława Koniecpolskiego, który 30 kwietnia 1628 powstrzymał wojska szwedzkie na linii Osy. Rozejm z 1629 roku przyniósł miastu okres względnego spokoju. W 1634 roku na zamku w Grudziądzu odbyły się mediacje pokojowe z udziałem króla i neutralnej komisji niderlandzko-angielsko-francuskiej. W 1655 wojna wybuchła na nowo i wojska szwedzkie dzięki pomocy protestanckich mieszkańców miasta zajęły Grudziądz. Miasto zostało ufortyfikowane i pełniło ważną rolę szwedzkiej bazy zaopatrzeniowej (na zamku przebywała królowa szwedzka z rodziną). Pod koniec sierpnia 1659 wojska polskie pod wodzą hetmana Jerzego Lubomirskiego zdobyły szturmem miasto.

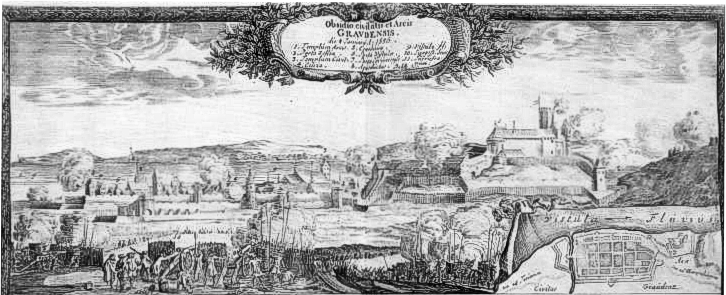
Erik Dahlbergh, Obsidio civitatis et Arcis Graudensis, XVII w.

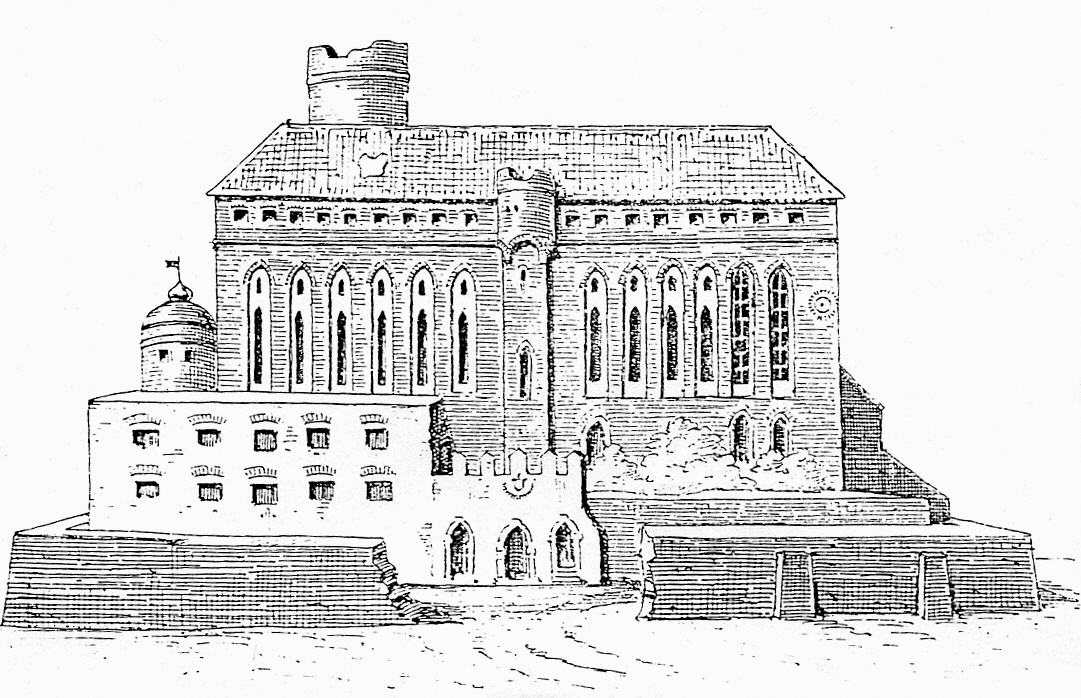
Zamek w Grudziądzu w XVIII wieku

W połowie 1703 roku, w czasie wielkiej wojny północnej Szwedzi zajęli miasto po raz kolejny, nakładając na nie wysoką kontrybucję.
Kolejne niepokoje wojenne w połowie XVIII w. (okupacja rosyjska 1758–1764) i zarazy spowodowały dalszy upadek gospodarczy miasta.

## Pod zaborami
W 1772 r., w wyniku I rozbioru Polski, Grudziądz przeszedł pod panowanie pruskie, trwające do 1920 r. Prusacy zlikwidowali starostwo, a podupadający zamek i folwarki przejęło państwo. Ostatni starosta, Stanisław August von der Goltz pobrał sowite odszkodowanie i zachował majątek Wielkie Tarpno.

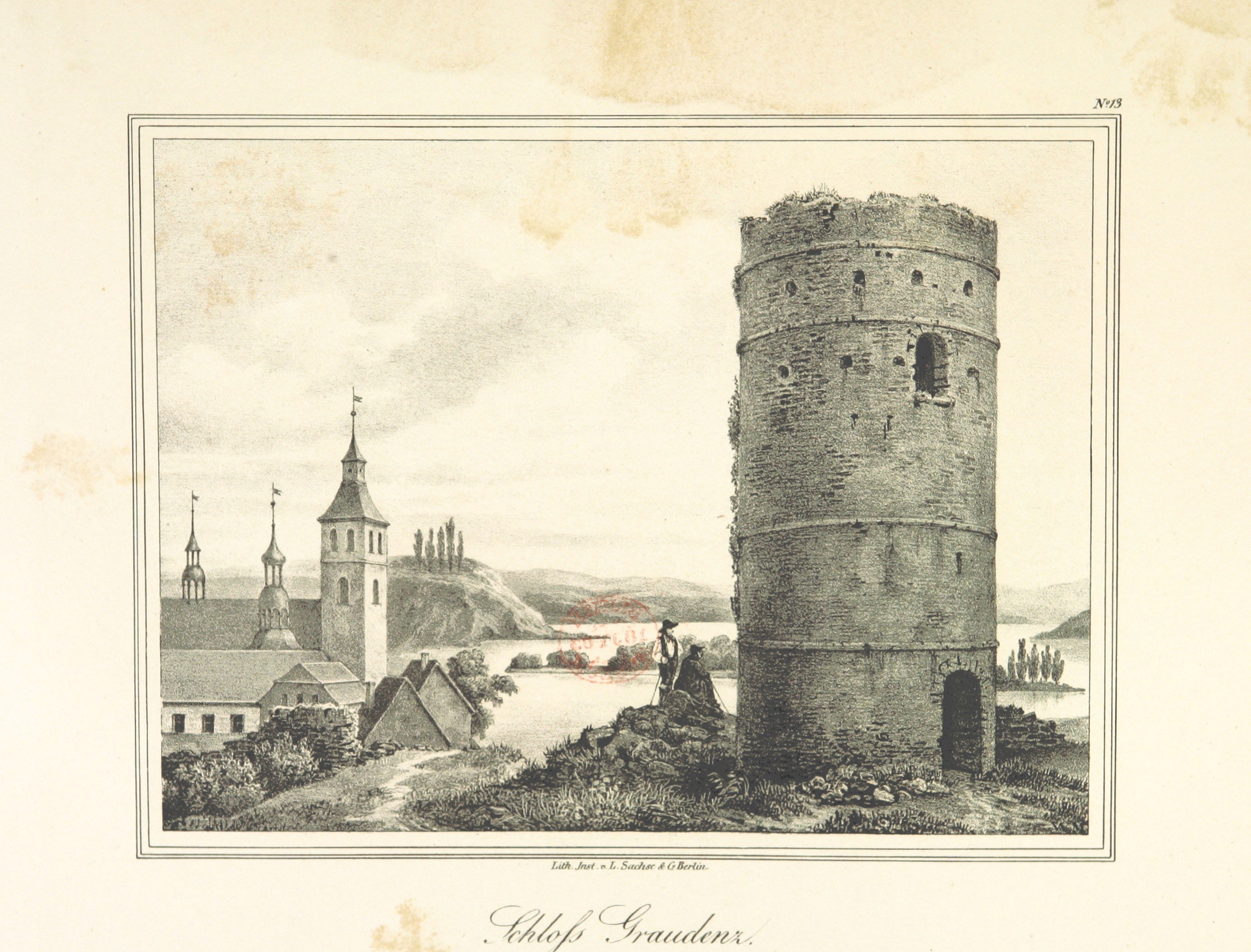
Wieża Klimek w XIX w. – jedyna pozostałość zamku rozebranego przez Prusaków

Rząd Prus aktywnie dążył do ożywienia gospodarczego nowych ziem i ich szybkiej integracji z pruskim organizmem państwowym. W tym celu podejmowano akcje kolonizacyjne – do Grudziądza sprowadzono wielu osadników z Niemiec, dla których powstała kolonia domków jednorodzinnych na dawnym przedmieściu kwidzyńskim.
6 czerwca 1776 roku z rozkazu Fryderyka II rozpoczęto budowę potężnej twierdzy położonej na północ od miasta. Cytadela została poddana sprawdzianowi w czasie wojen napoleońskich w 1807 roku, kiedy została oblężona przez wojska hesko-polskie. Blokada twierdzy zakończyła się 24 czerwca 1807 roku w związku z podpisaniem rozejmu. Na mocy pokoju obszary znajdujące się na lewym brzegu Trynki (Wielkie Tarpno, Wielki Kuntersztyn, Mały Kuntersztyn, Tuszewo, przedmieście Toruńskie, Kalinka, Rządz, Strzemięcin) zostały przyłączone do Księstwa Warszawskiego. Stan ten przetrwał do 1813 roku.
Po zakończeniu wojen napoleońskich miasto było poważnie wyniszczone. Nastąpił spadek liczby mieszkańców do 4799 w 1817 roku, a straty oszacowano na 140 508 talarów. W 1818 roku ustanowiono odrębny powiat grudziądzki. Dzięki temu powstały liczne urzędy rejonowe, np. sąd, komenda policji czy urząd miar. W I połowie XIX wieku wybrukowano część ulic, zaczynając w latach 1819–1822 od ul. Urzędowej (ob. Sikorskiego). Wypierano przy tym polskie instytucje, np. klasztor benedyktynek – ostatni katolicki klasztor w mieście siostry musiały opuścić w 1838 roku. Kontynuowano rozwój twierdzy, fortyfikując m.in. przedmoście po lewej stronie Wisły. Wkrótce Feste Courbiere, jak ją nazwano, stała się więzieniem, w którym osadzano m.in. Polaków internowanych po upadku powstania listopadowego. Założyli oni potem w Portsmouth Gromadę Grudziąż.

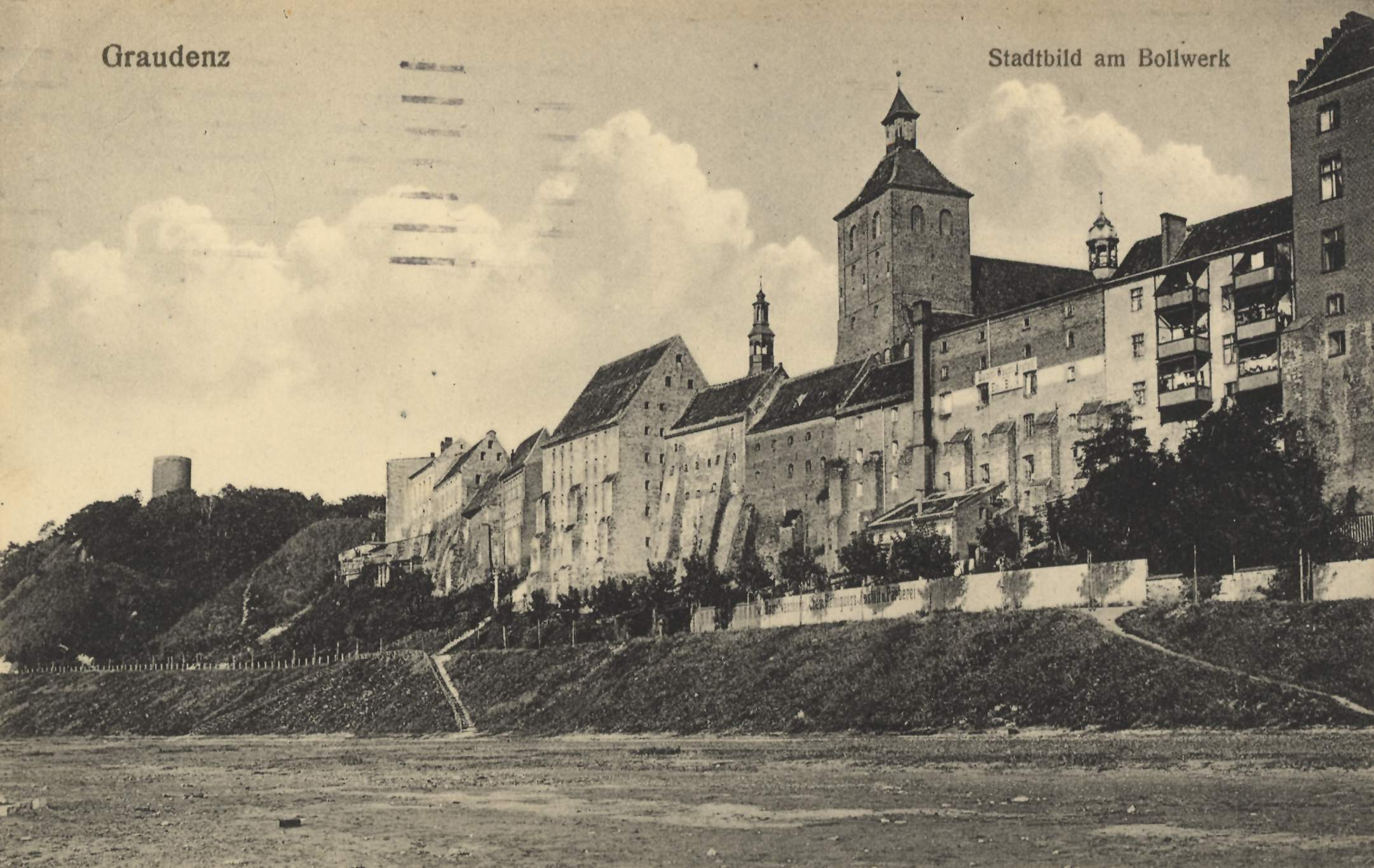
Grudziądz na widokówce z czasów zaborów

W drugiej połowie XIX wieku Grudziądz stał się jednym z ważniejszych ośrodków przemysłowych w Prusach Zachodnich. Powstały tu odlewnia i emaliernia Herzfelda i Victoriusa w 1862 roku, a dwadzieścia lat później fabryka narzędzi rolniczych. W 1879 roku Grudziądz wzbogacił się o most kolejowo-drogowy i połączenie kolejowe z Laskowicami (województwo kujawsko-pomorskie). Pod koniec stulecia uruchomione zostały wodociągi, gazownia i elektrownia. W latach 1872 i 1885 w Grudziądzu odbyły się Wystawy Przemysłowe. Zwiększyła się liczba wojska, rozbudowano grudziądzkie fortyfikacje. Liczba ludności wzrosła do 40 325 w 1910 roku, w tym ok. 5300 osób narodowości polskiej według niemieckiego spisu (choć rzeczywista liczba Polaków w Grudziądzu mogła wynosić między 8000 a 10000). W tym samym czasie nastąpiło ożywienie w polskim ruchu narodowym na terenie miasta. Powstało Towarzystwo Gimnastyczne „Sokół”, koło Filomatów, Polskie Towarzystwo Ludowe, Towarzystwo Przemysłowców Polskich i inne. Od 1894 roku zaczęła wychodzić „Gazeta Grudziądzka” Wiktora Kulerskiego, która odegrała ważną rolę w podtrzymywaniu i rozbudzaniu świadomości narodowej Polaków. W ślad za nią pojawiają się inne pisma: Dziennik Grudziądzki (1903), Kurier Narodowy (1911). Duże zasługi dla rozwoju polskiego handlu i rzemiosła miał Bank Ludowy. W 1911 roku otwarto Dom Polski „Bazar”, gdzie znalazły swoją siedzibę polskie organizacje i towarzystwa. W 1918 roku 25% mieszkańców Grudziądza stanowili Polacy w wyniku długoletniej germanizacji oraz napływu Niemców w okresie zaborów Polski, ale w powiecie grudziądzkim należącym jeszcze do Rzeszy Niemieckiej Polacy stanowili 60% mieszkańców. Na mocy traktatu wersalskiego z 1919 roku Grudziądz został przyznany Polsce.

## II Rzeczpospolita

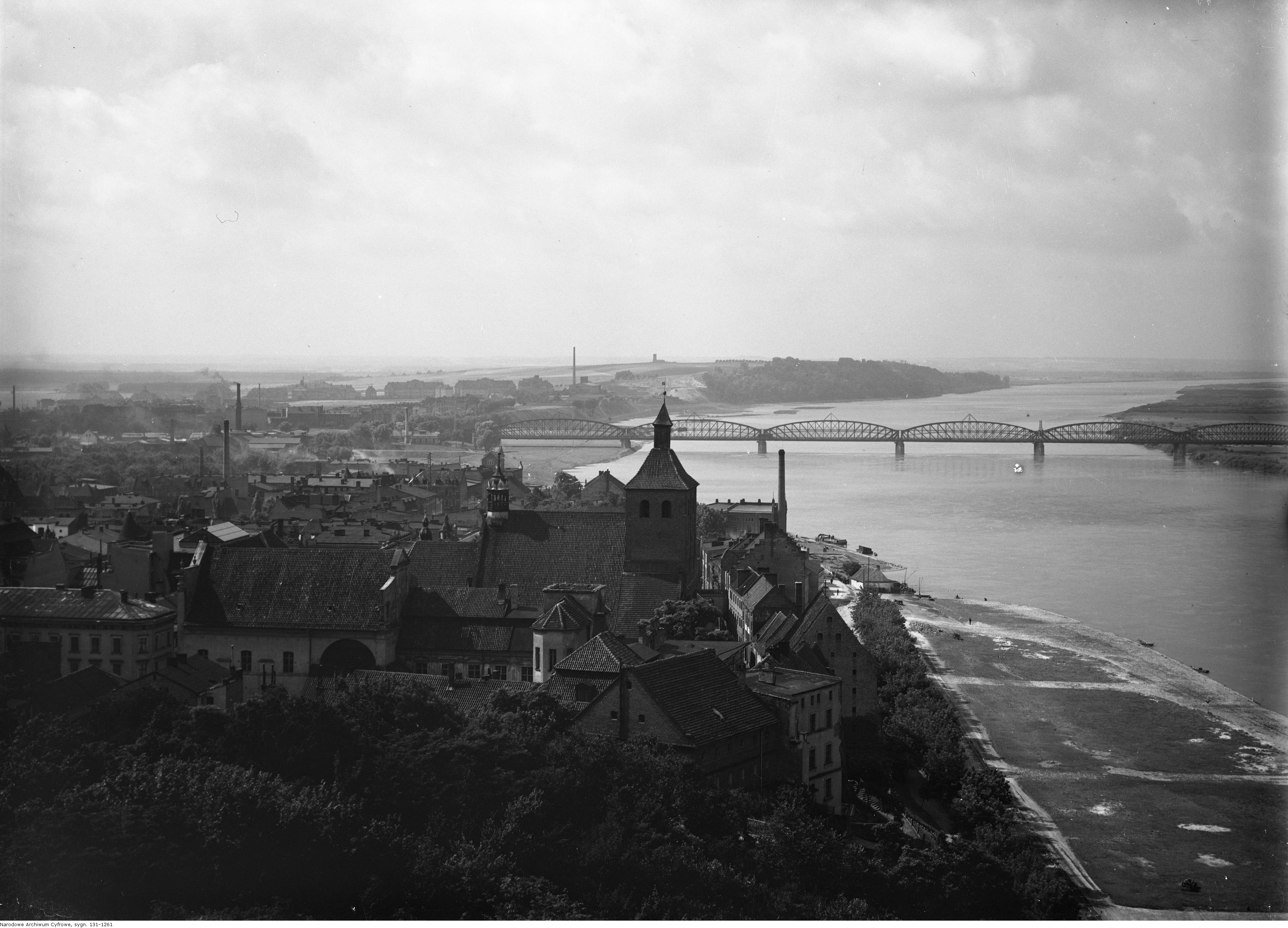
Grudziądz w 1928

23 stycznia 1920 do Grudziądza wkroczyło wojsko polskie po 148 latach zaborów, a już 15 sierpnia tego roku powołano w nim do życia Centralną Szkołę Jazdy, przekształconą następnie w znane w całym kraju Centrum Wyszkolenia Kawalerii. Miasto włączono do województwa pomorskiego ze stolicą w Toruniu. Nastąpił odpływ Niemców przybyłych w okresie zaborów, w zamian przybyli Polacy z ziem pozostawionych w granicach Niemiec. W 1931 roku Polacy stanowili 93% mieszkańców Grudziądza.

## II wojna światowa
W początku września 1939 miasto stało się ośrodkiem obrony 16 DP. 4 września 1939 do miasta wkroczyły wojska niemieckie, a władze miejskie przekazały w ratuszu klucze nowym władzom okupacyjnym. W październiku i listopadzie 1939 miały miejsce liczne aresztowania i egzekucje przedstawicieli polskiej inteligencji oraz Żydów. W ramach III Rzeszy miasto włączono do rejencji kwidzyńskiej Okręgu Rzeszy Gdańsk-Prusy Zachodnie. W czasie ofensywy zimowej Armii Czerwonej w 1945 miasto na rozkaz dowódcy Grupy Armii „Wisła” Heinricha Himmlera zostało przekształcone w twierdzę, której załoga liczyła 15 tys. żołnierzy. 26 stycznia 1945 roku 65 Armia gen. Pawła Batowa wyszła na przedpola miasta i rozpoczęła walki o przyczółki nad Wisłą a 37 dywizja piechoty gwardii pod dowództwem gen. Sabira Rachimowa przystąpiła do oblężenia miasta. 10 lutego rozpoczęła się bitwa o miasto. Dowództwo nad całością oddziałów radzieckich przejął gen. Gieorgij Anisimow. W ciągu kilku ciężkich dni walk oddziały 37 dywizji piechoty dotarły na południowo-wschodnie przedmieścia Grudziądza. 142 dywizja piechoty wyparła 18 lutego Niemców znad rzeki i zamknęła całkowicie okrążenie Grudziądza. Od 22 lutego do 2 marca trwały ciężkie walki o południową część miasta i odcięcie Niemców od rzeki. Po zrealizowaniu tego planu przystąpiono do generalnego szturmu. 6 marca niemiecka załoga miasta skapitulowała. 5000 niemieckich żołnierzy dostało się do niewoli. W toku walk zabudowa miasta została zniszczona w ponad 50–60%.

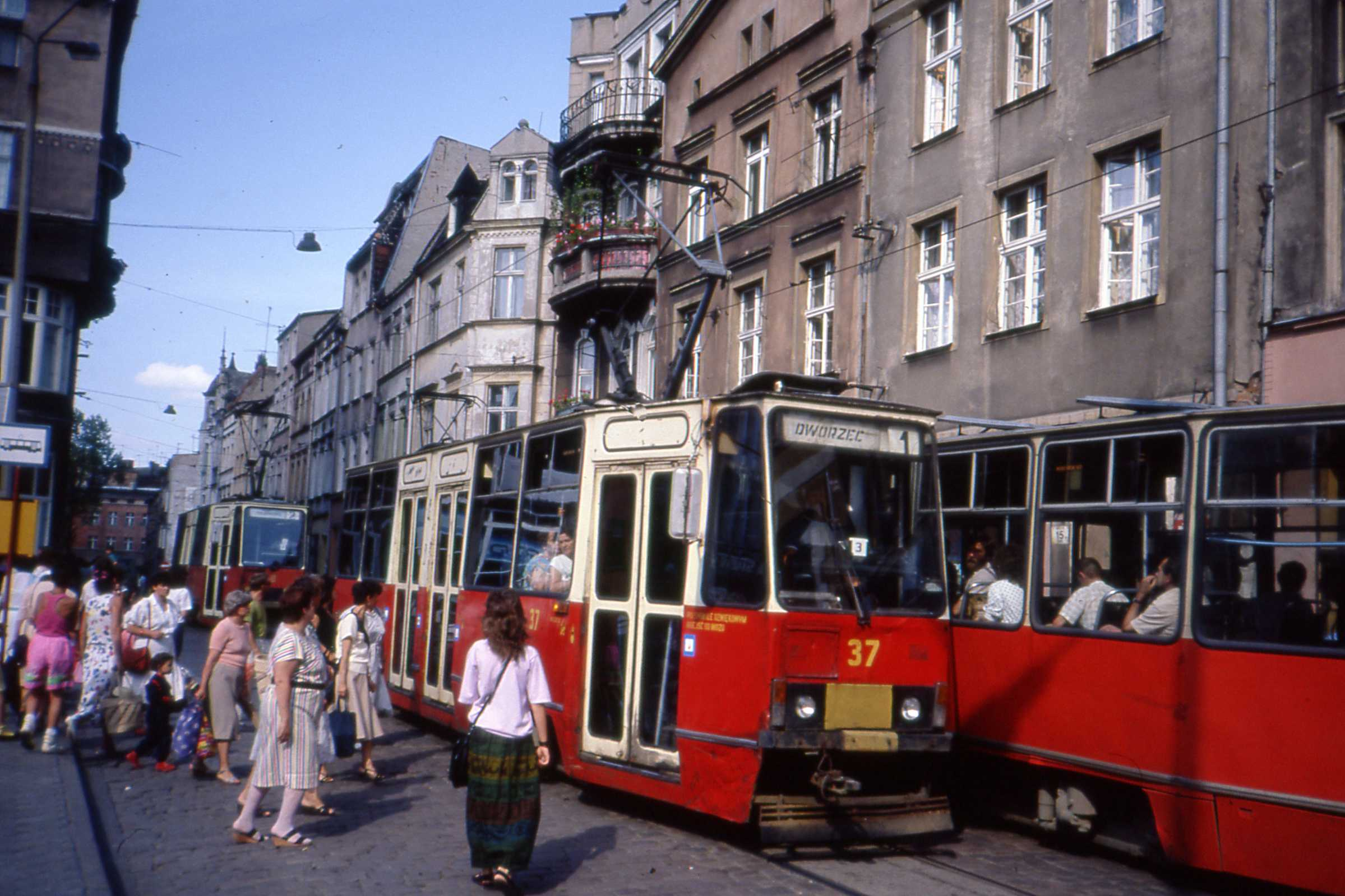
Tramwaj linii nr 1 z ul. Gen. Świerczewskiego (ob. ul.Legionów) do Dworca PKP tabor 805na #37 Przystanek „Rynek” w Grudziądzu (sierpień 1990)

## Powojenna Polska
Po II wojnie światowej miasto ponownie znalazło się granicach woj. pomorskiego (tym razem ze stolicą w Bydgoszczy), a od 1950 – woj. bydgoskiego. W czasie PRL nastąpiła odbudowa miasta, a następnie jego rozbudowa (powstały m.in. nowe osiedla na Tarpnie, Strzemięcinie, Rządzu i Lotnisku). W 1951 roku oddano do użytku jeden z najdłuższych mostów kolejowo – drogowych na Wiśle. Rozbudowano lub na nowo zbudowano takie zakłady przemysłowe, jak Grudziądzkie Zakłady Przemysłu Gumowego „Stomil”, Fabryka Narzędzi Rolniczych „Agromet-Unia”, Grudziądzkie Zakłady Sprzętu Okrętowego „Warma”, Grudziądzka Wytwórnia Tytoniu Przemysłowego, Zakłady Ceramiczne, Fabryka Materiałów Izolacyjnych, Zakłady Mięsne, Pomorska Odlewnia i Emaliernia. W 1975 miasto znalazło się w granicach woj. toruńskiego, a w 1999 – kujawsko-pomorskiego.